# نبرد فحل
نبرد فحل یا نبرد پلا ( عربی: معركة فحل) یک جنگ از سری جنگ های اعراب و بیزانس بین ارتش خلفای راشدین تحت فرماندهی خالد بن ولید و امپراتوری روم شرقی تحت فرماندهی تئودور تریتوریوس، که در فحل (باستان پلا در امتداد رود اردن ) و در ژانویه ۶۳۵ میلادی (۱۳ هجری) رخ داد. نتیجه پیروزی آشکار برای خالد بن ولید بود. برخی از سربازان بیزانس به بیزان گریختند. سپاه شرحبیل بن حسنه و عمرو بن العاص بعداً قلعه بیزان را تسخیر کردند.